# موراي ويليامسون
موراي ويليامسون (بالإنجليزية: Murray Williamson)‏ هو لاعب هوكي الجليد أمريكي، ولد في 13 يناير 1934.

## وصلات خارجية
- موراي ويليامسون على موقع EliteProspects.com (الإنجليزية)
- موراي ويليامسون على موقع HockeyDB.com (الإنجليزية)